# Clube Futebol São Félix da Marinha
O Clube Futebol São Félix da Marinha é um clube português localizado na freguesia de São Félix da Marinha, concelho de Vila Nova de Gaia, distrito do Porto. O clube foi fundado em 1 de Junho de 1932 por António da Fonseca Zenha. O seu atual presidente é José Manuel Faria. Os seus jogos em casa são disputados no Complexo Desportivo São Félix Da Marinha.
A equipa de futebol sénior participa 1ª Divisão da Associação de Futebol do Porto.